# Magé
Magé é um município brasileiro no estado do Rio de Janeiro, na Baixada Fluminense Fica ao norte da capital do estado, distando desta cerca de 50 quilômetros. Localiza-se a 22º39'10" de latitude sul e 43º02'26" de longitude oeste, a uma altitude de cinco metros. Com uma área de 385,7 quilômetros quadrados e sua população de 228 127 habitantes segundo o censo 2022 do IBGE, conta com 107 bairros e 6 distritos. Atualmente, a cidade conta com seis agências bancárias e dois hospitais.
Os nativos de Magé são chamados de mageenses.

## História
Em 1565, Simão da Mota recebeu a doação de uma sesmaria situada no morro da Piedade, a uma curta distância do local onde hoje se encontra a sede municipal de Magé. Foi nesse espaço que ele estabeleceu sua residência e deu início à exploração das terras, originalmente habitadas por indígenas.
A freguesia foi criada, com a denominação de Magepemirim, por alvará, no dia 18 de janeiro de 1696;  em 9 de Junho de 1789 foi elevada a condição de Vila ( Município), tendo seu nome alterado de Magepemirim para Magé. Em 12 de junho do mesmo ano é instalada sua Câmara Municipal. Em 1789 as freguesias de Suruí, Guia de Pacobaíba, Aparecida, Guapimirim, Inhomirim e Santo Antônio do Paquequer passam a integrar território do município de Magé. 
Em 6 de Julho de 1891, Santo Antônio do Paquequer conquista sua emancipação, originando o atual Município de Teresópolis. 
Em 1892 é criado o distrito de Santo Aleixo. 
Magé foi elevado à condição de cidade com a denominação de Magé, pela Lei ou Decreto Provincial 965, de 2 de outubro de 1857. Pelo efeito da Lei Estadual nº 1.772, de 21 de dezembro de 1990, o distrito de Guapimirim foi desmembrado do município de Magé e elevado à categoria de município.

## Subdivisões e distritos
Magé possui 107 bairros e 6 distritos: Sede-Magé, Guia de Pacobaíba, Inhomirim, Santo Aleixo, Suruí e Rio d'Ouro.
Os distritos do município de Magé são definidos pela Lei Municipal n° 2.112, de 08 de abril de 2011.

### Guia de Pacobaíba
Guia de Pacobaíba, popularmente conhecido como Mauá ou Praia de Mauá, é o quinto distrito de Magé e é um distrito famoso pela beleza natural, belas paisagens e praias paradisíacas, por ser um lugar de primeira estação ferroviária do Brasil e por ser um ponto turístico de Magé.

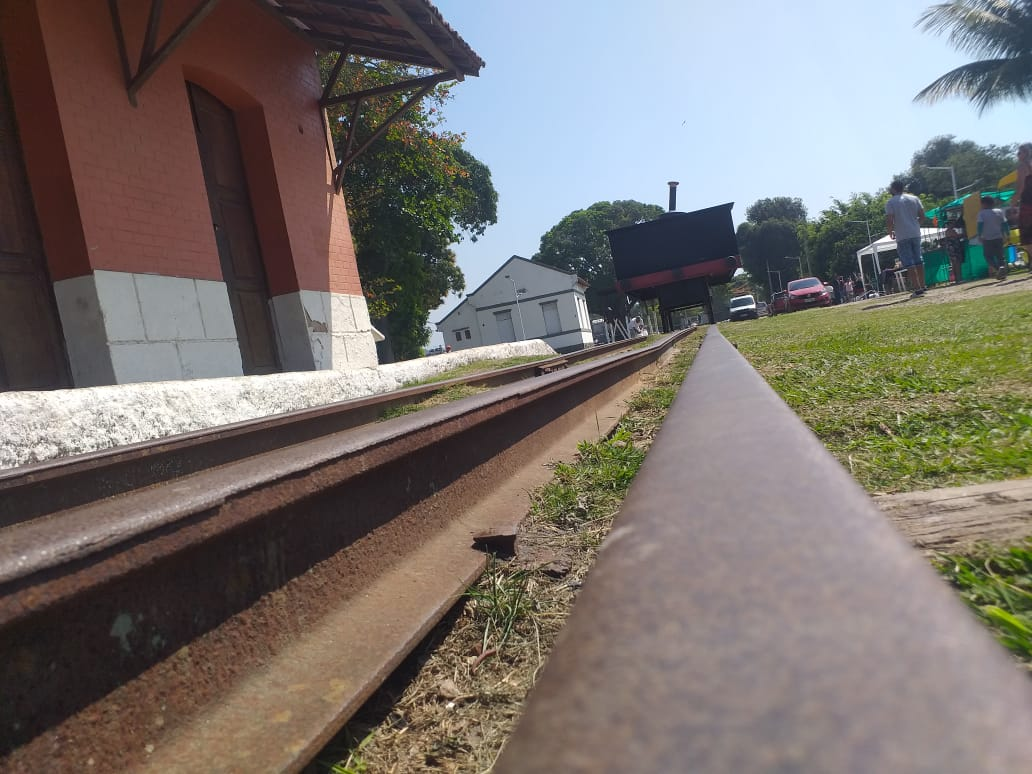
Estação Guia de Pacobaíba, a primeira estação ferroviária do Brasil.

## Geografia

### Municípios limítrofes
- Norte: Petrópolis
- Oeste: Duque de Caxias
- Leste: Guapimirim

### Área
O município de Magé tem uma área territorial de 390,775 km², segundo o Instituto Brasileiro de Geografia e Estatística (IBGE). É o 43° município em área total no estado do Rio de Janeiro e o 2906º no Brasil. Sua área urbana é de 64,72 km², ocupando a posição 11º no Rio de Janeiro e 98º no Brasil.

### Bioma
O bioma de Magé é a Mata Atlântica.

### Hidrografia
O município pertence à bacia hidrográfica do Rio Roncador, Rio Inhomirim, Rio Suruí, Rio Magé-mirim e Rio Saracuruna.

### Clima
O clima de Magé é tropical, de acordo com a Köppen e Geiger. A temperatura média é 23.1 °C.

## Demografia

### População
Segundo o Censo 2022 do IBGE, a população de Magé é de 228 127 habitantes, ocupando a posição 12ª no Rio de Janeiro, e 132º no Brasil. Em comparação com o Censo 2010, houve um aumento de 0,2%. Mais dados da população abaixo:
- População (Censo 2022): 228.127.
- População (Censo 2010): 227 322.[26]
- População (Censo 2000): 205 830.[26]
- População (Censo 1991): 191 734.[26]

Conforme se ver, entre os censos de 1991, 2000, 2010 e 2022, a população do município teve um aumento contínuo.

#### População urbana, rural e por sexo
- População urbana (2010): 215 236.[27]
- População rural (2010): 12 086.[27]
- População masculina (2022): 110 374.[26]
- População feminina (2022): 117 753.[26]

## Organização Político-Administrativa
O Município de Magé possui uma estrutura político-administrativa composta pelo Poder Executivo, chefiado por um Prefeito eleito por sufrágio universal, o qual é auxiliado diretamente por secretários municipais nomeados por ele, e pelo Poder Legislativo, institucionalizado pela Câmara Municipal de Magé, órgão colegiado de representação dos munícipes que é composto por 17 vereadores também eleitos por sufrágio universal.

### Atuais autoridades municipais de Magé
- Prefeito: Renato Cozzolino Harb - PP (2021-)[28]
- Vice-prefeita: Jamille Cozzolino - Desconhecido (2021-)[30]
- Presidente da Câmara: Valdeck Ferreira - Desconhecido (2021-)[31]

## Economia
Segundo o Instituto Brasileiro de Geografia e Estatística (IBGE), em 2021, o município de Magé tinha um produto interno bruto (PIB) de R$ 4,765 milhões. Seu PIB per capita, em 2021, era de R$ 19 237,20.
Magé tem um pouco mais de 23 211 empresas ativas. Com relação às empresas, Magé tem como principais atividades econômicas os setores de alimentos, atividades políticas, comércio varejista, indústrias da transformação e serviços.
Na agricultura, o município se destaca na produção de Mandiocas.

## Infraestrutura

### Educação

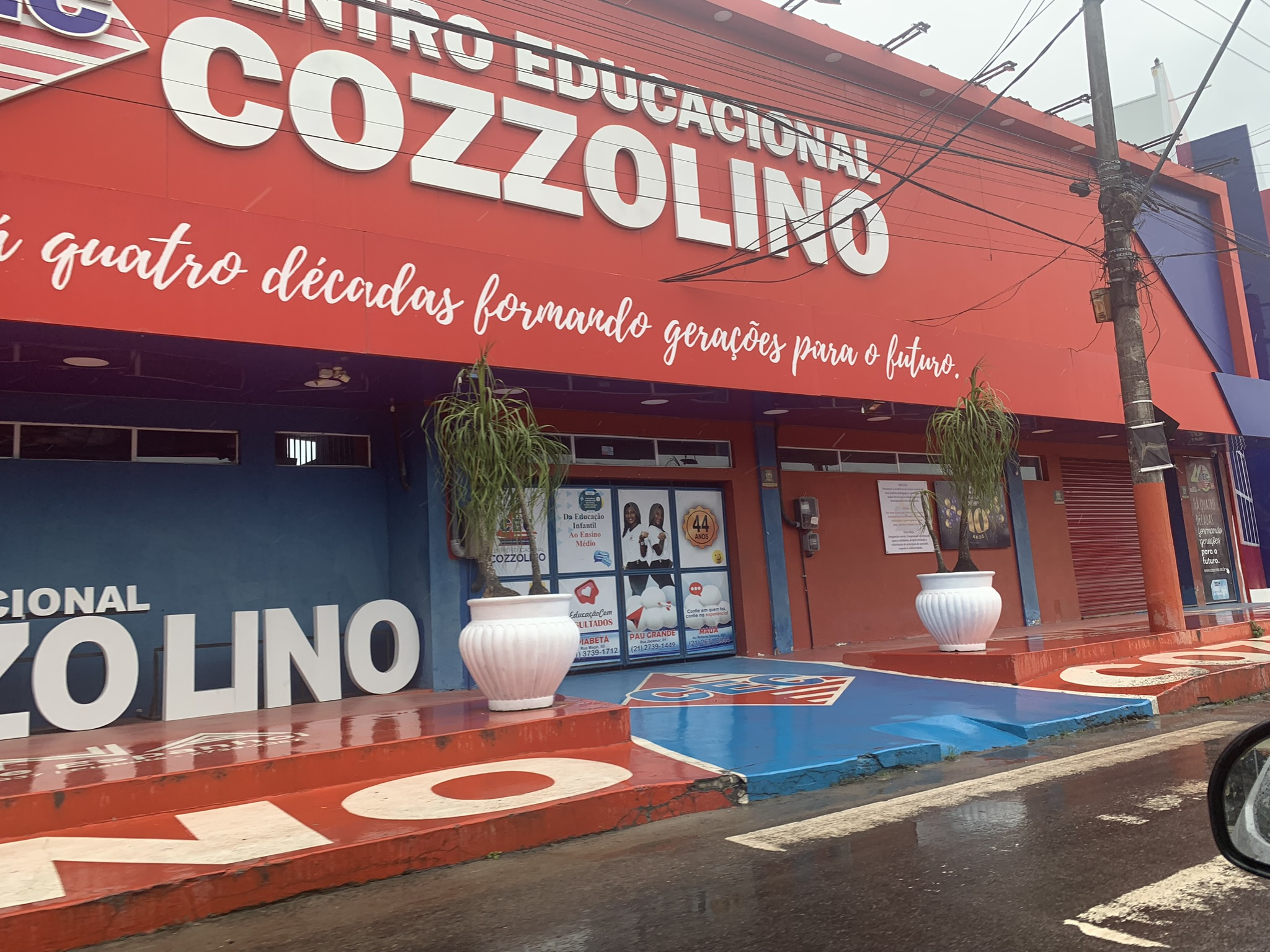
Centro Educacional Cozzolino

Magé tem 165 escolas: 19 estaduais, 105 municipais, 108 de ensino fundamental e 41 particulares. A taxa de escolarização estava em 97,7 de (6 a 14 anos) em 2010, segundo o IBGE. Em 2021, o município contava com 2 008 docentes no ensino fundamental e 638 no ensino médio.

### Saúde

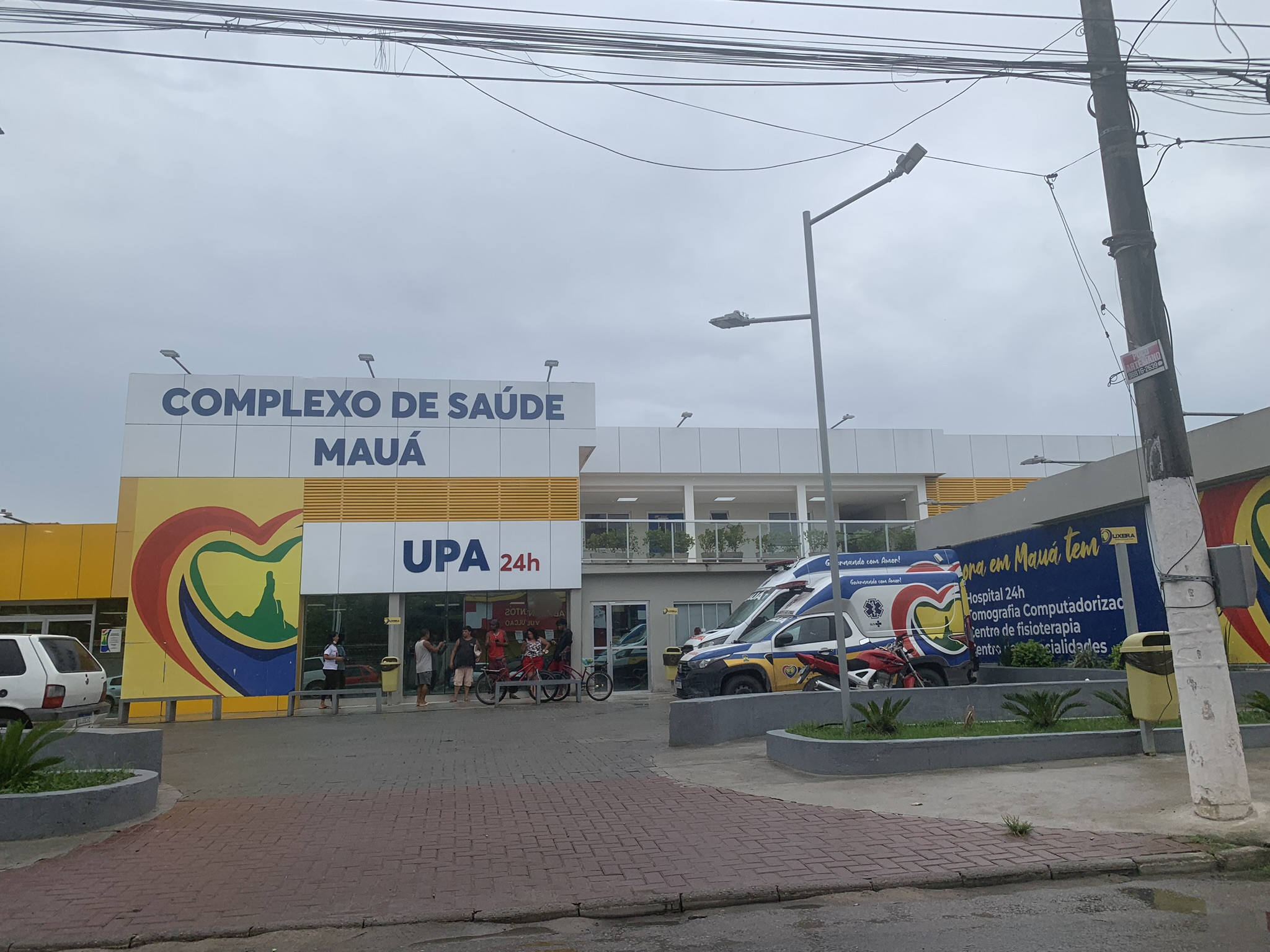
Complexo de Saúde Mauá, inaugurado em 26 de dezembro de 2023

Em 2009, Magé contava por 78 estabelecimentos de saúde. O município tem apenas um hospital. Com relação à mortalidade infantil, o município tinha 15,46 óbitos por mil nascidos vivos em 2022, segundo o IBGE.

### Saneamento básico
Em relação ao saneamento básico no município de Magé, de acordo com dados do IBGE de 2010, foi identificado que 7,98% das famílias do município não possuíam canalização de água no domicílio, propriedade ou terreno.
Entre os anos de 1996 e 2020 ocorreram 215 mortes por Doenças Relacionadas ao Saneamento Inadequado (DRSAI). Especificamente no ano de 2020, foi registrada 13 (treze) morte.

### Transportes
A cidade tem acesso federal e estadual: RJ-107, BR-116 e BR-493. Não há aeroporto
Segundo o IBGE, em 2022, Magé possuía uma frota de 84 655 veículos, sendo o automóvel o mais comum.

## Dados gerais
- DDD: 021.
- Distância da capital estadual: 72,21 quilômetros da capital estadual, Rio de Janeiro.[42]
- Rodovia de acesso: RJ-107, BR-116 e BR-493.[40]
- População: 227 322 (Censo 2010); 228 127 (Censo 2022).[26]
- População urbana: 215 236 (2010).[26]
- População rural: 12 086 (2010).[26]
- Área: 390,775 km².[1]
- Bioma: Mata Atlântica.[1]
- PIB: R$ 4,765 milhões (2021).[32]
- Número de vereadores: 17.[28]